# Eleuteriusz (Woroncow)
Eleuteriusz (cz. Jelevferij), imię świeckie Wieniamin Aleksandrowicz Woroncow, Вениамин Александрович Воронцов (ur. 5 października?/17 października 1892 we wsi Romaszkowo pod Moskwą, zm. 27 marca 1959 w Leningradzie) – duchowny prawosławny, pierwszy zwierzchnik autokefalicznego Kościoła Prawosławnego Czechosłowacji z tytułem arcybiskup metropolita Pragi i Czechosłowacji, później metropolita leningradzki. Z pochodzenia Rosjanin.

## Życiorys
Urodził się w rodzinie duchownego. Po ukończeniu w 1912 Moskiewskiego Seminarium Duchownego rozpoczął studia w Moskiewskiej Akademii Duchownej. Będąc jeszcze studentem został 21 listopada 1915 wyświęcony na duchownego (jako żonaty). Studia ukończył w 1918 ze stopniem kandydata teologii, później posługiwał jako duchowny parafialny; najpierw w Moskwie, później w eparchii iwanowskiej. W 1927 podniesiony do godności protojereja.
W 1938 r. owdowiał. 9 września 1943 przyjął święcenia zakonne z imieniem Eleuteriusz, a następnego dnia został wyświęcony na biskupa Rostowa i Taganrogu. 18 września 1943 brał udział w soborze lokalnym cerkwi rosyjskiej, na którym zadecydowano o wyborze metropolity Sergiusza na patriarchę Moskwy i Wszechrusi oraz o odłączeniu od cerkwi tych duchownych, którzy opowiedzieli się po stronie niemieckich okupantów.
W 1945 przebywał w Harbinie, gdzie zorganizował i przyjął do jurysdykcji cerkwi rosyjskiej tamtejsze wspólnoty prawosławne. Po wojnie odznaczony został radzieckim medalem „Za męstwo w pracy”.
Po przyjęciu przez cerkiew rosyjską jurysdykcji nad prawosławnymi w Czechosłowacji został wyznaczony do opieki duszpasterskiej nad wiernymi w tym kraju. 5 kwietnia1945 mianowany został egzarchą patriarszym Czechosłowacji z tytułem arcybiskup Pragi i Czech i rezydencją w Pradze. 26 kwietnia 1946 nagrodzony został prawem noszenia krzyża na kłobuku. 10 lipca 1947 powierzono mu (ze względu na dotkliwe braki kadrowe zarówno w cerkwi rosyjskiej, jak i czechosłowackiej) tymczasowy zarząd nad eparchią preszowsko-słowacką, który sprawował do 1955, do czasu przybycia do Czechosłowacji biskupa Doroteusza.
Od 8 do 18 lipca 1948 brał udział w uroczystościach z okazji 500-lecia autokefalii Cerkwi rosyjskiej. Uczestniczył też w naradach patriarchów i zwierzchników Cerkwi autokefalicznych w sprawie przedłożonych patriarchatowi moskiewskiemu zagadnień:
- Watykan i Cerkiew Prawosławna;
- ruch ekumeniczny i Cerkiew Prawosławna;
- o anglikańskiej hierarchii kościelnej;
- o kalendarzu cerkiewnym.

18 lipca 1948 podniesiony do godności metropolity, a w grudniu 1949 wybrany członkiem honorowym Moskiewskiej Akademii Teologicznej. Dyplom wręczono mu jednak dopiero 3 lipca 1951.
8 grudnia 1951 po nadaniu Kościołowi Prawosławnemu Czechosłowacji autokefalii został jego pierwszym zwierzchnikiem. 24 kwietnia 1952 jako pierwszy otrzymał stopień naukowy doktora teologii fakultetu teologicznego w Preszowie. W tymże roku udekorowany został cerkiewnym Orderem Świętych Cyryla i Metodego I stopnia. Od 16 lipca do 25 sierpnia brał udział w uroczystościach ku czci 600-lecia Ławry Troicko-Siergijewskiej.
W 1955 w związku z przebytym zawałem serca wyjechał do Moskwy na leczenie. 28 listopada tegoż roku złożył pełnomocnictwa głowy cerkwi czechosłowackiej, powrócił pod jurysdykcję cerkwi rosyjskiej i mianowany został metropolitą Leningradu i Nowogrodu Wielkiego oraz stałym członkiem Świętego Synodu rosyjskiej cerkwi prawosławnej. 24 sierpnia 1956 wręczono mu Order Republiki, nadany przez władze Czechosłowacji za owocną działalność przy zarządzaniu Kościołem Prawosławnym Czechosłowacji.
22 października 1956 na własną prośbę został zwolniony z obowiązku zarządzania eparchią nowogrodzką. Od 1 stycznia 1957 nosił tytuł metropolita Leningradu i Ładogi.
Zmarł 27 marca 1959 w Leningradzie.